# 我們的夏日夢
《我們的夏日夢》，日本男性創作歌手山下達郎的第42張單曲。2009年8月19日發行。

## 簡介
被用作動畫電影《夏日大作戰》的主題曲，是山下首次為動畫電影創作歌曲。電影導演細田守是山下的忠實歌迷，他向山下邀歌時，山下正進行巡迴演唱會，但是出乎意料地一口答應了。細田在聽過歌曲的DEMO帶之後讚不絕口。
初回生產的唱片，附有「我們的夏日夢×夏日大作戰」豪華特典應募明信片。

## 收錄曲目
1. 我們的夏日夢（僕らの夏の夢）
Words & Music by 山下達郎, Strings Arranged by 後藤勇一郎
華納兄弟動畫電影《夏日大作戰》的主題曲
©2009 by NIPPON TELEVISION MUSIC CORPORATION & SMILE PUBLISHERS INC.
2. MUSE（ミューズ）
Words & Music by 山下達郎, Strings Arranged by 後藤勇一郎
TBS系全國網《總力報道!THE NEWS》的主題曲
©2009 by NICHION,INC. & SMILE PUBLISHERS INC.
3. 小金剛之子 ('09 Live Version)（ ('09 Live Version)）
Words & Music by 山下達郎
NHK BS2《週刊·手塚治虫》主題曲的2009年演唱會版本（原曲為專輯「ARTISAN」收錄曲）
©1991 by SMILE PUBLISHERS INC.
“原子小金剛”
Words by 谷川俊太郎, Music by 高井達雄
©1963 by NIPPON TELEVISION MUSIC CORPORATION
4. 我們的夏日夢 (Original Karaoke)
5. MUSE (Original Karaoke)

## 參加樂手

### 我們的夏日夢
- 山下達郎：Lead Vocal, Acoustic Piano, Computer Programming, Acoustic Guitar, Keyboards, Percussions & Background Vocals
- 小笠原拓海：Drums
- 伊藤廣規：Electric Bass
- 後藤勇一郎：Strings Concertmaster
- 橋本茂昭：Computer Programming & Synthesizer Operation

### MUSE
- 山下達郎：Lead Vocal, Drum Programming, Computer Programming, Electric Guitar, Acoustic Guitar, Keyboards & Percussions
- 伊藤廣規：Electric Bass
- 後藤勇一郎：Strings Concertmaster
- 橋本茂昭：Computer Programming & Synthesizer Operation

### 小金剛之子('09 Live Version)
- 山下達郎：Lead Vocal & Electric Guitar
- 小笠原拓海：Drums
- 伊藤廣規：Electric Bass
- 難波弘之：Acoustic Piano
- 柴田俊文：Keyboards
- 佐橋佳幸：Electric Guitar
- 土岐英史：Alto Saxophone
- 國分友里惠：Background Vocal
- 佐佐木久美：Background Vocal
- 三谷泰弘：Background Vocal

- Live at 北海道厚生年金會館 2009年4月25日
- Back Cover Photo by 菊地英二

## 工作人員/錄音
- Produced & Arrangement：山下達郎

## 外部連結
- （日語）唱片介紹 日本華納音樂